# 四元正弘
四元 正弘（よつもと まさひろ、1960年 - ）は、日本のマーケティング・コンサルタント、社会情報大学院大学教授。

## 経歴
1960年、神奈川県生まれ。
1984年に東京大学工学部を卒業して、サントリーに入社し、生産技術研究所に勤めた。
1987年に、電通に入社し、電通総研に勤め、以降、様々な企業のマーケティングに関わる。2003年には、電通・消費者研究センターに勤めた。また、2011年には電通総研研究主席となった。この間、2002年から2013年にかけて、筑波大学図書館情報専門学群客員准教授を務めた。
2013年、電通を退職して四元マーケティングデザイン研究室を設立し、併せて、同年から2018年まで、公益財団法人21あおもり産業総合支援センターの地域連携コーディネーターとなり、青森県弘前市に移住して地域活性化に従事しながら、東京でコンサルティング業務をおこなうようになった。また、日本能率協会のセミナー講師などを務めるようになった。2018年からは、一般社団法人あおもりPG推進協議会のコーディネーターも務めている。
2019年、社会情報大学院大学広報・情報研究科教授となった。

## おもな著書
- デジタルデバイド：情報格差、エイチアンドアイ、2000年
- （千羽ひとみとの共著）ダイバーシティとマーケティング：LGBTの事例から理解する新しい企業戦略、宣伝会議、2017年